# Embolemus walkeri
Embolemus walkeri  (лат.) — вид мелких хризидоидных ос рода Embolemus из семейства Embolemidae. Восточная Палеарктика: Китай и Япония.

## Описание
Длина самки от 3,5 до 4 мм, самца — 3,5 мм. Основная окраска темно-коричневая, брюшко и голова до чёрного. Глаза крупные. Усики с относительно короткими члениками. Характерен половой диморфизм: самки с редуцированными крыльями или бескрылые, а самцы крылатые. Пронотум с тонким латеральным килем. 
Вид был впервые описан в 1951 году британским энтомологом О. Ричардсом. 
Предположительно, поддерживают мирмекофильные связи, обнаруженные у него (в 1950 году найден в муравейнике Myrmica) и у близких видов. Например, Гораций Донистороп (Donisthorpe H., 1927) обнаружил вид Embolemus ruddii вместе с муравьями Formica fusca Linnaeus, а М. Консани (Consani M., 1948) нашёл их вместе с муравьями Lasius flavus (Fabricius).